# Reboxetina
La reboxetina è un antidepressivo, unico appartenente della classe dei NaRI (Inibitori Selettivi del Reuptake della Noradrenalina), che si caratterizza per l'elevata specificità e selettività recettoriale per il trasportatore della noradrenalina.

## Storia
La reboxetina è presente in commercio sotto forma di composto racemico costituito dai due enantiomeri:
(R,R) - (–) - e (S,S) - (+) - reboxetina .
Nel 2007 la Pfizer, già Pharmacia, ha rinunciato alla licenza di commercializzazione presso l'Food and Drug Administration (FDA) per il mercato statunitense, anche se è ancora disponibile.
Sempre Pfizer il 24 febbraio 2009 annuncia, per una riduzione drastica dei costi delle ricerca , l'interruzione dei promettenti studi in corso sull'enantiomero SS-Reboxetina nella fibromialgia e nella terapia dell'ADHD.
Un recente riesame della letteratura scientifica sconfessa la validità terapeutica del farmaco per la mancata pubblicazione di importanti dati scientifici negativi; dati mai pubblicati prima da parte delle Pfizer.

## Indicazioni terapeutiche

### Approvate
- Trattamento acuto della Depressione/Depressione Maggiore, alla posologia iniziale di 4 mg due volte al giorno [4 mg b.i.d.: 8 mg/die], successivamente dopo 3-4 settimane la posologia è incrementabile a 10 mg/die, ed in seguito, se necessario, a 4 mg tre volte al giorno (4 mg t.i.d.: 12 mg al giorno, che rappresenta la posologia massima per l'indicazione Disturbo Depressivo Maggiore)[9][10][11][12][13].
- Mantenimento del miglioramento clinico nei pazienti che inizialmente hanno risposto positivamente al trattamento[14].

### Off-Label
- ADHD[15]
- DAP (Disturbo da Attacco di Panico)[16][17]
- Disturbi d'ansia o ansia
- Potenziamento e/o augmentation nella farmacoterapia del Disturbo Depressivo Maggiore (MDD)[18][19]
- Depressione maggiore nel morbo di Parkinson[20][21]
- Bulimia[22][23]
- Bulimia ed aumento di peso indotti da terapia con olanzapina (controllo)[24]
- Augumentation nella farmacoterapia della schizofrenia[25][26]
- Depressione post-stroke[27][28]
- Disfunzioni sessuali causate da terapia con antidepressivi serotoninergici (SSRI,SNRI,NaSSA e triciclici)[29]
- Fibromialgia e/o dolore neuropatico[30]

## Controindicazioni
Ipersensibilità nota al farmaco, controindicata in gravidanza e durante l'allattamento.

## Avvertenze e precauzioni
La persona deve fare attenzione alla guida.

## Interazioni farmacologiche
La reboxetina è metabolizzata primariamente dall'isoenzima CYP3A4 del citocromo P450; pertanto va evitata l'associazione con i potenti inibitori del CYP3A4 (ketoconazolo, nefazodone, eritromicina e fluvoxamina). La reboxetina non inibisce l'attività dei seguenti isoenzimi del P450: CYP1A2, CYP2C9, CYP2C19 e CYP2E1.

## Gravidanza e allattamento
Da evitare in caso di gravidanza.

## Effetti indesiderati
- Patologie del sistema nervoso insonnia e vertigini.
- Patologie cardiache: tachicardia, palpitazioni, vasodilatazione, ipotensione ortostatica
- Patologie gastrointestinali: secchezza della bocca, stipsi,  mancanza o perdita d'appetito
- Patologie della cute e del tessuto sottocutaneo: sudorazione
- Patologie renali e urinarie: esitazione urinaria, sensazione di svuotamento incompleto della vescica, infezioni urinarie
- Patologie dell'apparato riproduttivo: disfunzione erettile, eiaculazione dolorosa, eiaculazione ritardata, dolore ai testicoli.

## Farmacodinamica
La reboxetina è sia un inibitore selettivo che un inibitore specifico del reuptake della noradrenalina, i suoi effetti sul reuptake della serotonina sono clinicamente irrilevanti.